# シヴェ

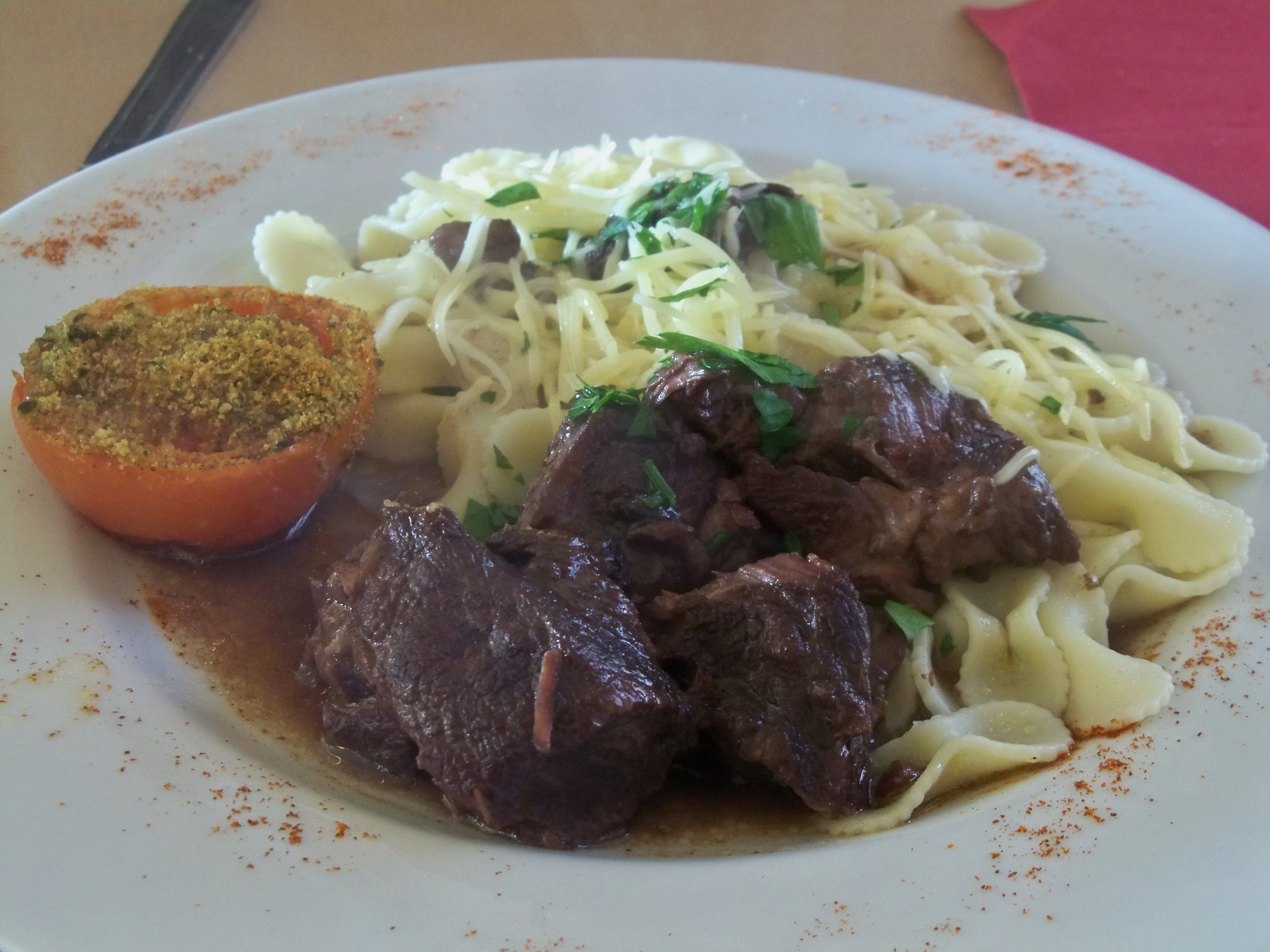
Civet de Marcassin

フランスの食文化において、シヴェ（civet, 発音はスィヴェの方が近い）は、スィヴ（cive, いわゆるタマネギ）又はその他の可食鱗茎を使って調理したラグー（煮込み）料理の一種である。赤ワインで煮込んだソースに動物の血を混ぜるが、この料理の歴史上、常にそのように調理したというわけではない。

## 語源
civet  の語源がオック語にあるのかフランス語にあるのかは、わかっていない。civet は cive と civette からとられた言葉で、すなわち、「タマネギ、ニンニク又はシブレットを使って調理した料理」を意味していたようである。cive という言葉自体はラテン語の caepatum（タマネギを意味する caepa ）から来ている。  

## シヴェの歴史
中世においては、シヴェにノウサギが使われることがほとんどなかった。同様に、血がソースの中に現れるのも遅れた。これは、中世的な象徴体系が理由である。中世的な象徴体系においては、血をソースに混ぜることに心理的な抵抗があった。ソースに血を混ぜて得られるブイヨンが、数あるシヴェのうちで、結果的にこんにち、よく食べられるシヴェの基礎となってはいる。しかしながら、この調理法が定着するのは20世紀の初め頃になってからのことである。

## 調理方法
一般に、シヴェはジビエを食材として調理される。アナウサギかノウサギが普通だが、イノシシも材料になることがある。カタルーニャのアラン谷でシヴェと言えば、イノシシのシヴェを指す。いわゆる「フランス風」シヴェは、由緒正しくはノウサギを使う。しかし、牛肉や豚肉を用いてもよい。マダガスカルやレユニオンではテンレックやタコを使うことがある。ピレネー＝オリアンタル県ではイセエビを使うこともある。
カタルーニャ南部において、シヴェはセキショクヤケイ（赤色野鶏, le coq sauvage, Gallus gallus）を使って調理したものが何と言っても一番である。次点がキジ（雉子）のシヴェである。カタルーニャでは、フランス北部と異なり、家禽や甲殻類に加えるワインの種類がたいてい、白ワインである。また、シヴェの仕上げにあたって血を混ぜる直前にピカダというガーリックやサフランで作るソースも加える点で、フランス北部の典型的なシヴェと大きく違う。

## シヴェの一覧

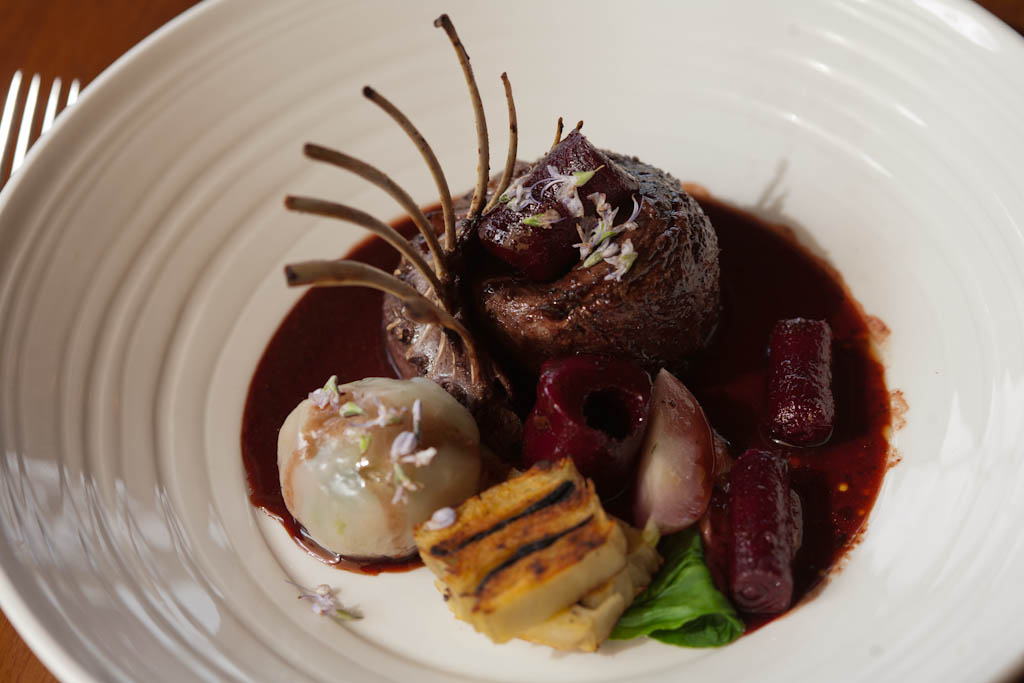
Civet de lièvre présenté en couronne
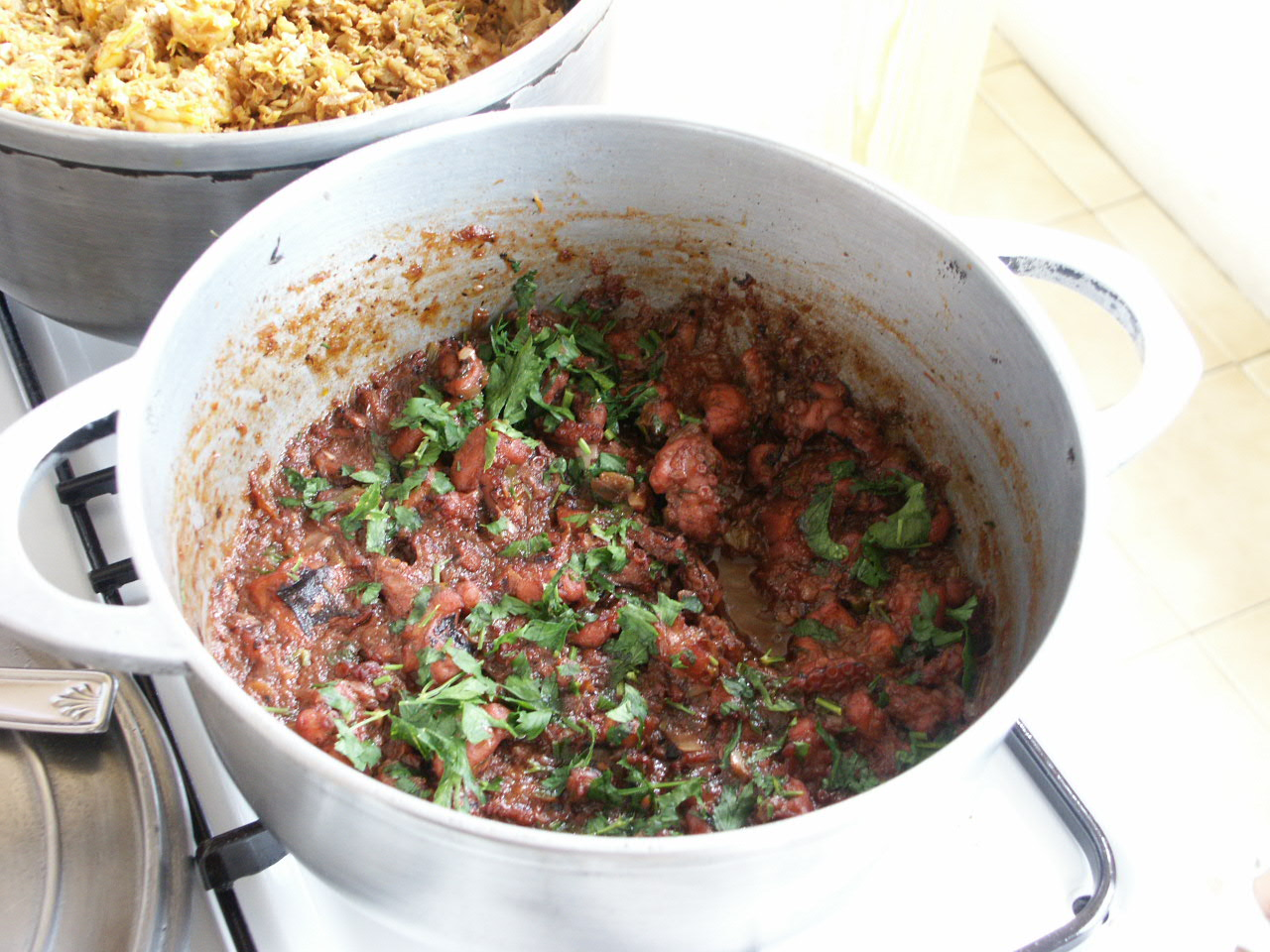
Civet de zourites （→レユニオン料理）
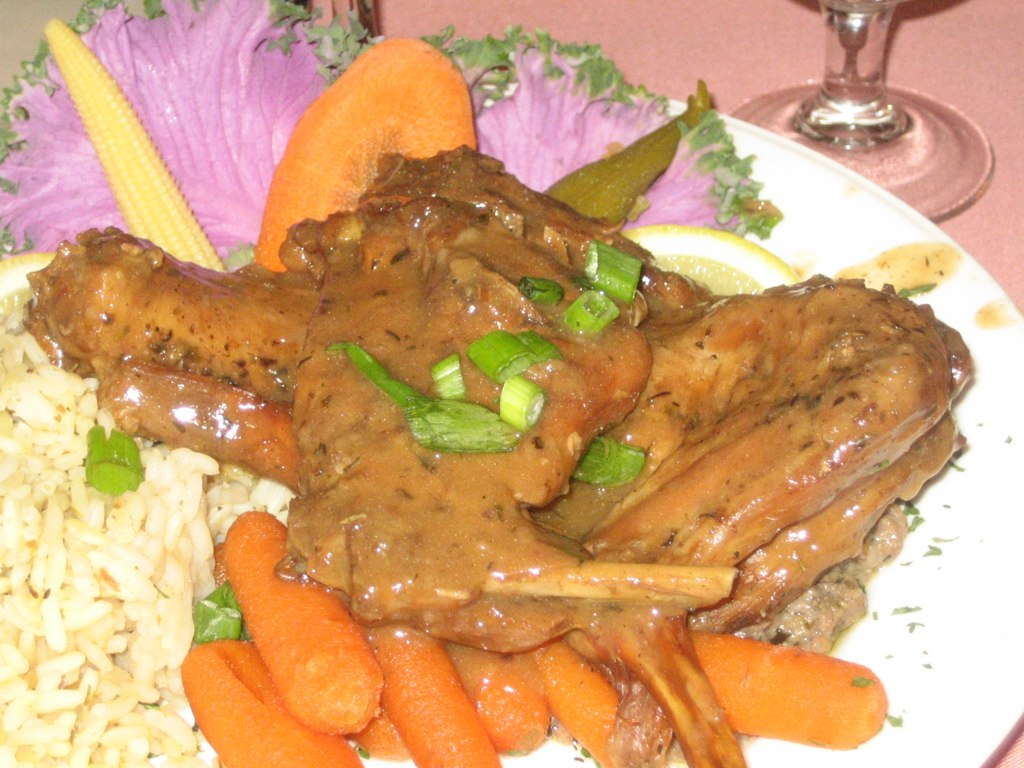
Civet de lapin à la créole （→レユニオン料理）
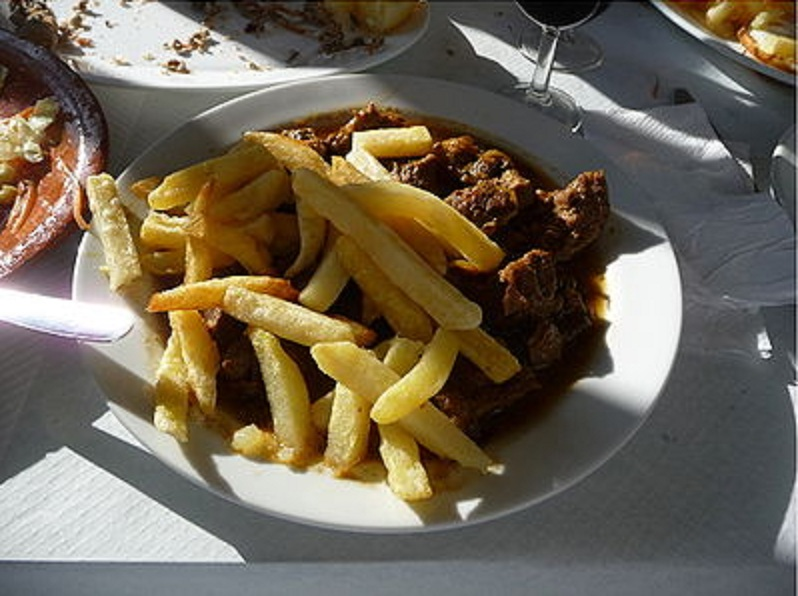
Civet de chevreuil en Espagne

- Civet de lapin
- Civet de lièvre[2]
- Civet de sanglier[6]
- Civet de langouste[6][2]
- Civet de chevreuil
- Civet de cerf